# Helius (Helius) haemorrhoidalis
Helius (Helius) haemorrhoidalis is een tweevleugelige uit de familie steltmuggen (Limoniidae). De soort komt voor in het Oriëntaals gebied.